# Crève Cœur (Maurice)
Crève Cœur est un village du centre-nord de l'île Maurice dépendant du district de Pamplemousses. Il comptait 2 790 habitants au recensement de 2011. Il se trouve à l'Est du Pieter Both.
Le village possède une école primaire d'État, la Crève Cœur Government Primary School. 